# Shaggy

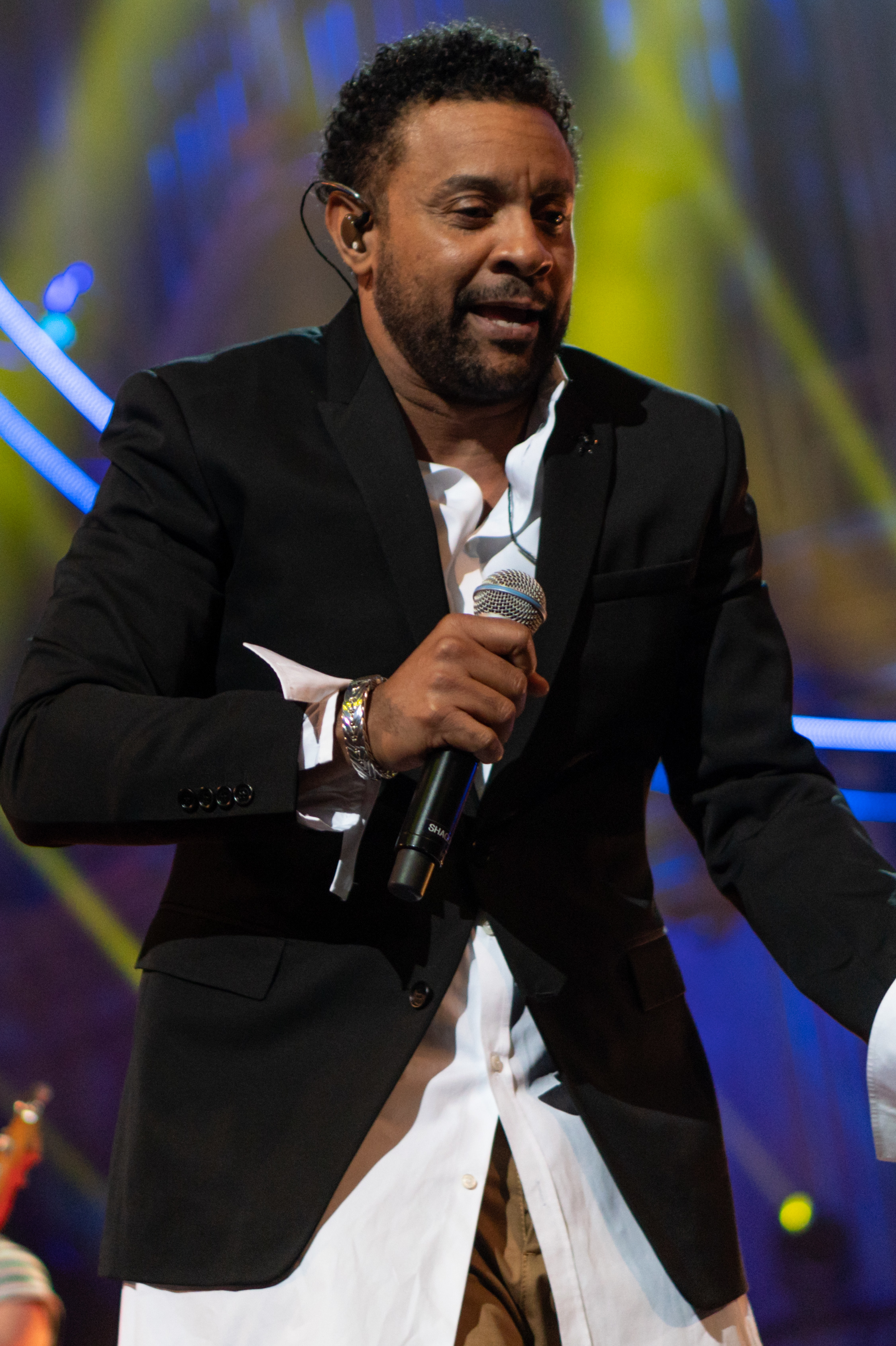
Shaggy, 2018

Shaggy (* 22. Oktober 1968 als Orville Richard Burrell in Kingston) ist ein jamaikanischer Reggae-Musiker. Seinen musikalischen Durchbruch hatte er 1995 mit dem Lied Boombastic. Den Spitznamen Shaggy erhielt er nach eigenen Angaben bereits als kleines Kind wegen seiner Haare (engl. shaggy „struppig“).

## Leben und Karriere

### Musikalische Anfänge und Durchbruch
Aufgewachsen in eher ärmlichen Verhältnissen, wanderte er mit 18 nach New York City in den Stadtteil Flatbush in Brooklyn aus. 1987 nahm er Gesangsunterricht und wurde im Jahr darauf entdeckt, als er singend in den Straßen Brooklyns unterwegs war. Kurz darauf veröffentlichte er dort seine beiden ersten Singles Mampie und Big Up.
Mit 20 Jahren trat er in das Marine Corps der USA ein und wurde 1991 nach Kuwait versetzt, wo er während des Zweiten Golfkrieges stationiert war. Nach seiner Rückkehr vom Persischen Golf entschloss er sich, seine musikalische Karriere weiterzuverfolgen. 1993 erschien sein Debütalbum Pure Pleasure, das vor allem durch die Coverversion des Titels Oh Carolina – im Original von den Folkes Brothers – zum Charthit wurde. 1995 folgte mit der Single Boombastic durch die Werbung des Jeans-Herstellers Levi Strauss & Co. der Durchbruch für Shaggy. Das gleichnamige Album erhielt einen Grammy-Award für das „Beste Reggae-Album 1996“. Ebenfalls 1996 gründete er gemeinsam mit seinem damaligen Manager Robert Livingston und seinem Produzenten Shaun Pizzonia das Label Big Yard.

### 2001–2009: Comeback mitHot Shotund weitere Studioalben
2001 hatte er ein Comeback mit den Nummer-1-Singles It Wasn’t Me und Angel, die er zusammen mit seiner jamaikanischen Musikerkollegen Rikrok und Rayvon aufnahm. Das Album Hot Shot, dem diese beiden Titel entnommen waren, erreichte ebenfalls Nummer eins in den US-amerikanischen Billboard 200. 2002 veröffentlichte er zusammen mit Stefan Raab im Rahmen der Sendung TV total das Lied Gebt das Hanf frei!. Im selben Jahr erschien eine Remix-Version des Albums Hot Shot. Es folgten die Alben Lucky Day und Clothes Drop (2005), auf dem auch zwei Kooperationen mit Nicole Scherzinger zu hören sind.

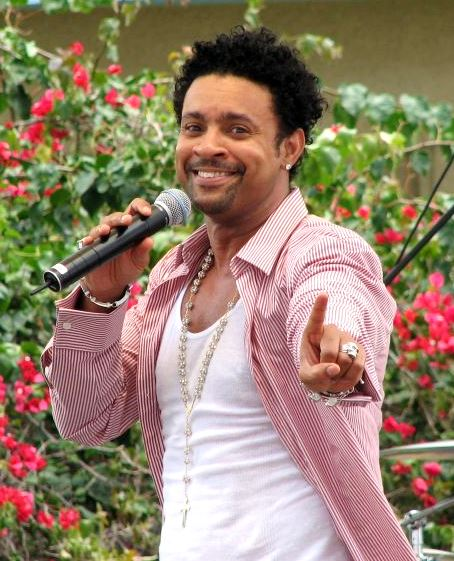
Shaggy, 2006

Im Oktober 2007 erschien sein Album Intoxication. Eine Kooperation mit dem Rapper und R’n’B-Sänger Akon (Lonely) führte zum gemeinsamen Song What’s Love (eine Coverversion des Tina-Turner-Klassikers What’s Love Got To Do With It aus dem Jahr 1984). Unterstützt wurde Shaggy auf diesem Album vom Produzententeam Sting International, Robert Livingston, Tony Kelly und Christopher Birch. Im Januar 2008 veröffentlichte Shaggy den offiziellen Mascots Song zur Fußball-Europameisterschaft 2008 Feel the Rush. Der Titel war für ihn der erste Top-10-Erfolg seit sieben Jahren. Die Melodie wurde von Samims Titel Heater aus dem Jahr 2007 übernommen. Im Juni 2008 erreichte dieser Platz eins der deutschen Single-Charts.

### Seit 2010: Weitere Karriere
Ende 2010 trennte er sich von seinem langjährigen Manager Robert Livingston und verließ damit auch das Label Big Yard. Somit war der Weg frei für die Gründung des neuen Labels Ranch Entertainment, gemeinsam mit Rayvon, Red Fox und Shaun Pizzonia. Im Januar 2011 erschien sein neuntes Studioalbum Shaggy & Friends. Im Juli 2011 erschien sein zehntes Studioalbum mit dem Titel Summer in Kingston, von dem seit Februar 2012 eine Bonusversion unter dem Titel Lava Edition erhältlich ist. Shaggy war mit diesem Album für den Grammy für das beste Reggae Album International 2012 nominiert.
Im August 2012 veröffentlichte er den Titel Girls Just Want to Have Fun, der ein Sample von Cyndi Laupers gleichnamigem Hit enthält und sich in Deutschland auf Rang 29 der Charts platzieren konnte. Nach einer Europatour (u. a. beim Chiemsee Reggae Summer) veröffentlichte er im September 2012 in Deutschland das Album Rise. Auf diesem befindet sich auch die gleichnamige Single sowie einige Auskopplungen aus dem Album Summer in Kingston.
Im Herbst 2013 erschien das zusammen mit Sly & Robbie aufgenommene Album Out of Many One Music. Eine erste Auskopplung davon erschien bereits im April 2013 mit dem Titel Fight This Feeling – eine Kollaboration mit Beres Hammond. 2015 erreichte er zusammen mit Mohombi, Faydee und Costi mit dem Hit Habibi (I Need Your Love) neben den deutschen und US-amerikanischen auch internationale Chartlisten. 2018 veröffentlichte er zusammen mit Sting das Album 44/876. Es erreichte Platz 1 der deutschen Albumcharts.
Von April bis Mai 2022 nahm Shaggy als Space Bunny an der siebten Staffel der US-amerikanischen Version von The Masked Singer teil, in der er den fünften von 15 Plätzen erreichte.
2024 trat er gemeinsam mit Rayvon in der Tour „Night of the Proms“ in Deutschland auf.

### Filmmusik
Shaggy arbeitet in regelmäßigen Abständen auch als Komponist von Filmmusik. Sein erstes Engagement hatte er 1995 für den Film Money Train, eine Columbia-Pictures-Produktion. Er sang dafür den Titelsong The Train Is Coming mit Ken Boothe ein. 2002 sang er erneut den Titelsong eines Films, diesmal für die Warner-Brothers-Produktion Showtime.
Bei zwei weiteren Filmproduktionen ist Shaggy auf dem Soundtrack vertreten: 1998 coverte er Under the Sea, den Titelsong von Arielle, die Meerjungfrau von Disney. Dieser Titel erschien auf dem Album The Magic of Disney, auf dem zahlreiche Künstler bekannte Disney-Songs singen. Er ist auch auf dem Soundtrack zum 2002 erschienenen Kinofilm Scooby-Doo mit Shaggy, Where Are You? vertreten.

### Werbetestimonial
2008 verpflichtete Pepsi Shaggy für einen Spot, in dem er allerdings nicht selbst sang. 2009, als Ferrero Shaggy als Werbefigur für Kinder Maxi King buchte, wurde sein Hit Fly High als Hintergrundmusik gespielt.

## Wohltätigkeits-Engagement
Shaggy unterstützt immer wieder wohltätige Projekte, wie etwa das World-Citizen-Projekt, das versucht, den Dialog zwischen Volksgruppen, Menschen unterschiedlicher Klassen und Religionsgemeinschaften zu fördern. Hierfür nahm er im Januar 2012 den Song WorldCitizen mit Jahcoustix auf. Auch für die Opfer des Erdbebens in Haiti im Januar 2010 hat er einen Benefizsong mit dem Titel Rise Again eingespielt.
Sein Hauptprojekt ist das Bustamante Hospital for Children in Jamaika, für das er in zahlreichen karitativen Projekten und mit vielen Benefizkonzerten schon mehrere hunderttausend US-Dollar gesammelt hat. Der englische Prinz Harry hat bei seinem Besuch in Jamaika im März 2012 mit Shaggy das Hospital besucht. Eine eigene Single mit dem Titel Save a Life komplettiert sein Engagement für dieses Projekt.

## Diskografie
Studioalben

| Jahr | Titel                    | Höchstplatzierung, Gesamtwochen, AuszeichnungChartplatzierungen (Jahr, Titel, Platzierungen, Wochen, Auszeichnungen, Anmerkungen) | Höchstplatzierung, Gesamtwochen, AuszeichnungChartplatzierungen (Jahr, Titel, Platzierungen, Wochen, Auszeichnungen, Anmerkungen) | Höchstplatzierung, Gesamtwochen, AuszeichnungChartplatzierungen (Jahr, Titel, Platzierungen, Wochen, Auszeichnungen, Anmerkungen) | Höchstplatzierung, Gesamtwochen, AuszeichnungChartplatzierungen (Jahr, Titel, Platzierungen, Wochen, Auszeichnungen, Anmerkungen) | Höchstplatzierung, Gesamtwochen, AuszeichnungChartplatzierungen (Jahr, Titel, Platzierungen, Wochen, Auszeichnungen, Anmerkungen) | Anmerkungen                                    |
| Jahr | Titel                    | DE | AT | CH | UK | US | Anmerkungen                                    |
| ---- | ------------------------ | --- | --- | --- | --- | --- | ---------------------------------------------- |
| 1993 | Pure Pleasure            | DE75 (6 Wo.)DE | AT11 (3 Wo.)AT | CH32 (2 Wo.)CH | UK67 (1 Wo.)UK | — | Erstveröffentlichung: 24. August 1993          |
| 1994 | Original Doberman        | — | — | — | — | — | Erstveröffentlichung: 14. Mai 1994             |
| 1995 | Boombastic               | DE24 (10 Wo.)DE | AT25 (7 Wo.)AT | CH35 (7 Wo.)CH | UK37 Silber · (7 Wo.)UK | US34 Platin · (37 Wo.)US | Erstveröffentlichung: 11. Juli 1995            |
| 1997 | Midnite Lover            | — | — | — | — | — | Erstveröffentlichung: 24. August 1997          |
| 2000 | Hot Shot                 | DE1 Platin · (28 Wo.)DE | AT2 Gold · (37 Wo.)AT | CH2 Platin · (31 Wo.)CH | UK1 ×3Dreifachplatin · (49 Wo.)UK                                                                                                 | US1 ×6Sechsfachplatin · (84 Wo.)US                                                                                                | Erstveröffentlichung: 8. August 2000           |
| 2002 | Lucky Day                | DE35 (19 Wo.)DE | AT20 (25 Wo.)AT | CH38 (25 Wo.)CH | UK54 (2 Wo.)UK | US24 Gold · (13 Wo.)US | Erstveröffentlichung: 29. Oktober 2002         |
| 2005 | Clothes Drop             | DE62 (1 Wo.)DE | AT61 (2 Wo.)AT | CH31 (4 Wo.)CH | — | US144 (1 Wo.)US | Erstveröffentlichung: 2. September 2005        |
| 2007 | Intoxication             | — | — | CH95 (1 Wo.)CH | — | — | Erstveröffentlichung: 22. Oktober 2007         |
| 2011 | Shaggy & Friends         | — | — | — | — | — | Erstveröffentlichung: 19. Januar 2011          |
| 2011 | Summer in Kingston       | — | — | — | — | US141 (1 Wo.)US | Erstveröffentlichung: 19. Juli 2011            |
| 2012 | Rise                     | — | — | — | — | — | Erstveröffentlichung: 28. September 2012       |
| 2018 | 44/876                   | DE1 (23 Wo.)DE | AT6 (10 Wo.)AT | CH5 (18 Wo.)CH | UK9 (4 Wo.)UK | US40 (3 Wo.)US | Erstveröffentlichung: 20. April 2018 mit Sting |
| 2019 | Wah Gwaan?!              | — | — | — | — | — | Erstveröffentlichung: 10. Mai 2019             |
| 2020 | Christmas in the Islands | — | — | — | — | — | Erstveröffentlichung: 20. November 2020        |

## Auszeichnungen
- Grammy
  - 1996: in der Kategorie „Bestes Reggae-Album“ (Boombastic)
  - Nominierungen in der Kategorie „Bestes Reggae-Album“ 2006 (Clothes Drop), 2009 (Intoxication) und 2012 (Summer in Kingston)
  - eine Nominierung in der Kategorie „Beste Pop Kollaboration“ mit RikRok für den Titel It Wasn’t Me 2002

- RSH-Gold
  - 1996: in der Kategorie „Werbesong des Jahres“ (Boombastic)[9]

- Goldene Himbeere
  - 1998: Nominierung in der Kategorie „Schlechtester Song“ (My Dream)

- American Music Awards
  - 2002 Nominierung „Favorite Male Pop/Rock Artist“
  - 2002 Nominierung „Favorite Rap/Hip-Hop Artist“
  - 2002 Nominierung „Favorite Internet Artist of the year“